# Bulbophyllum fukuyamae
Bulbophyllum fukuyamae là một loài phong lan thuộc chi Bulbophyllum.